# Meriones crassus
Meriones crassus là một loài động vật có vú trong họ Chuột, bộ Gặm nhấm. Loài này được Sundevall mô tả năm 1842.

## Hình ảnh

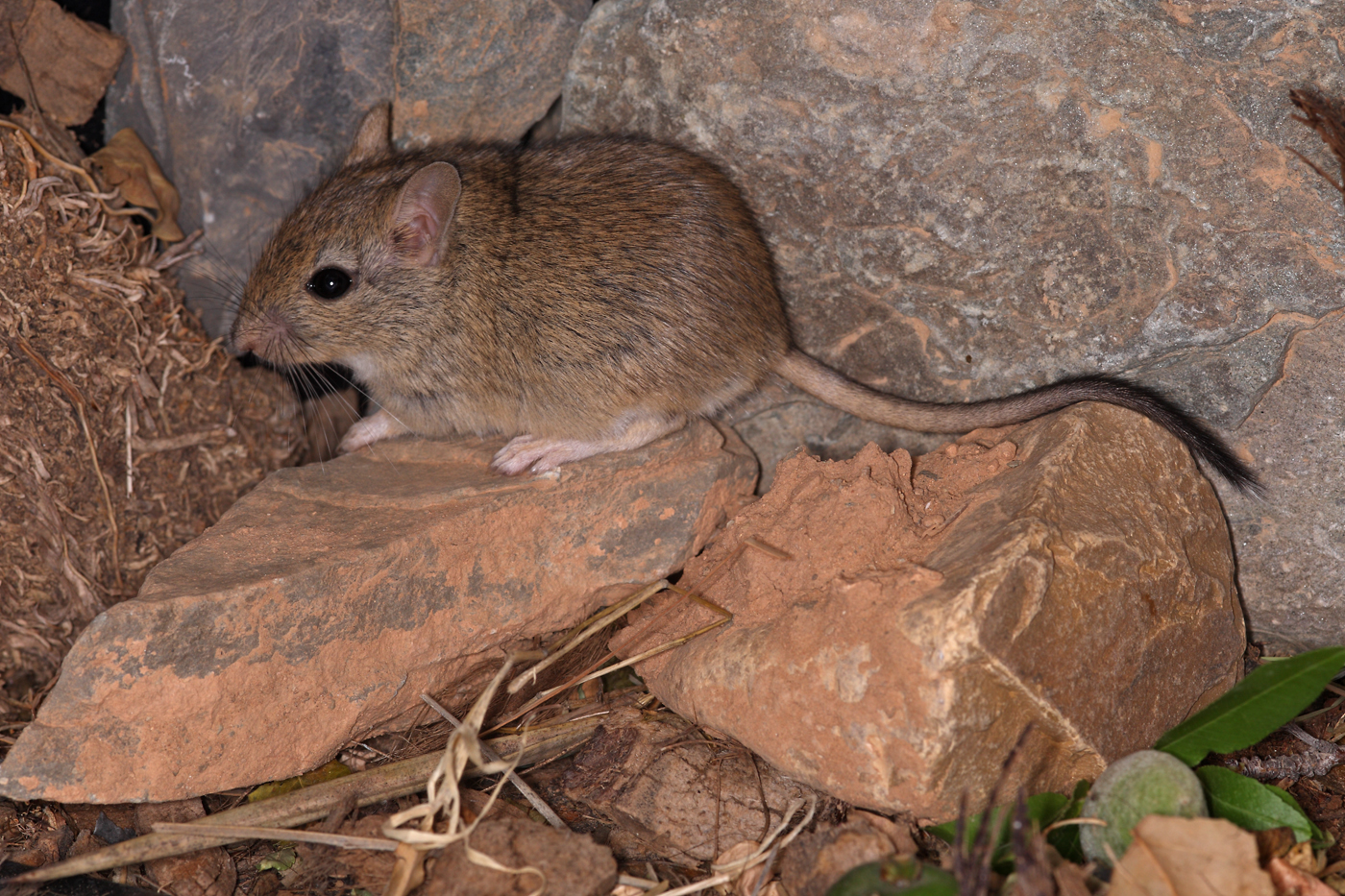
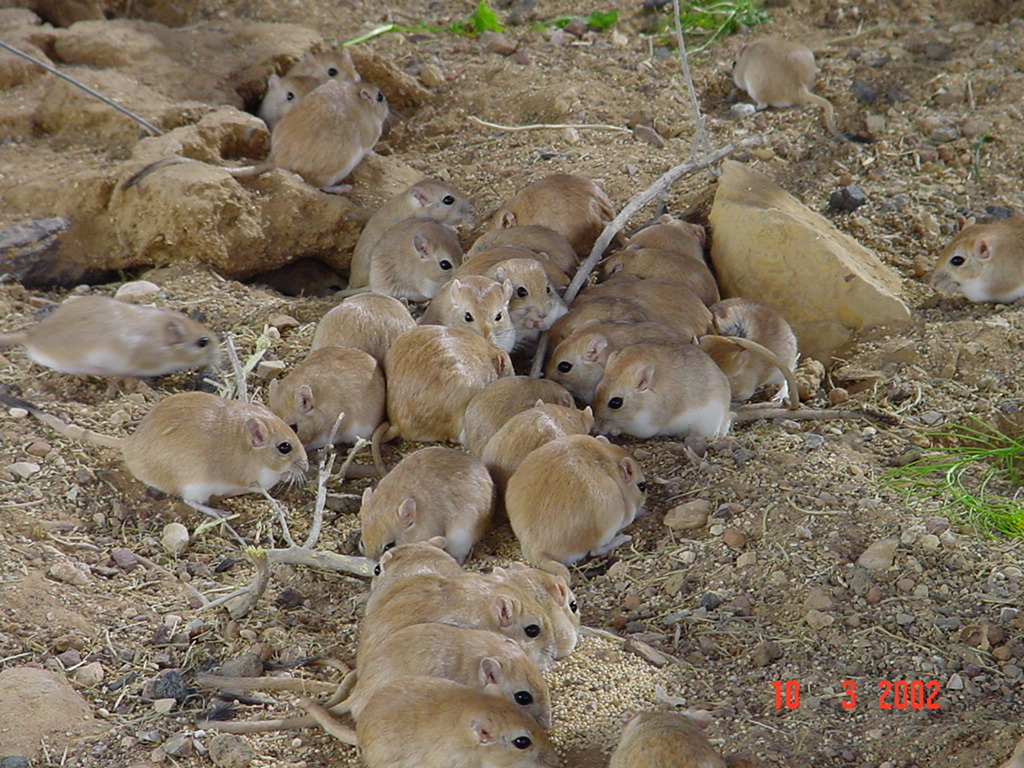
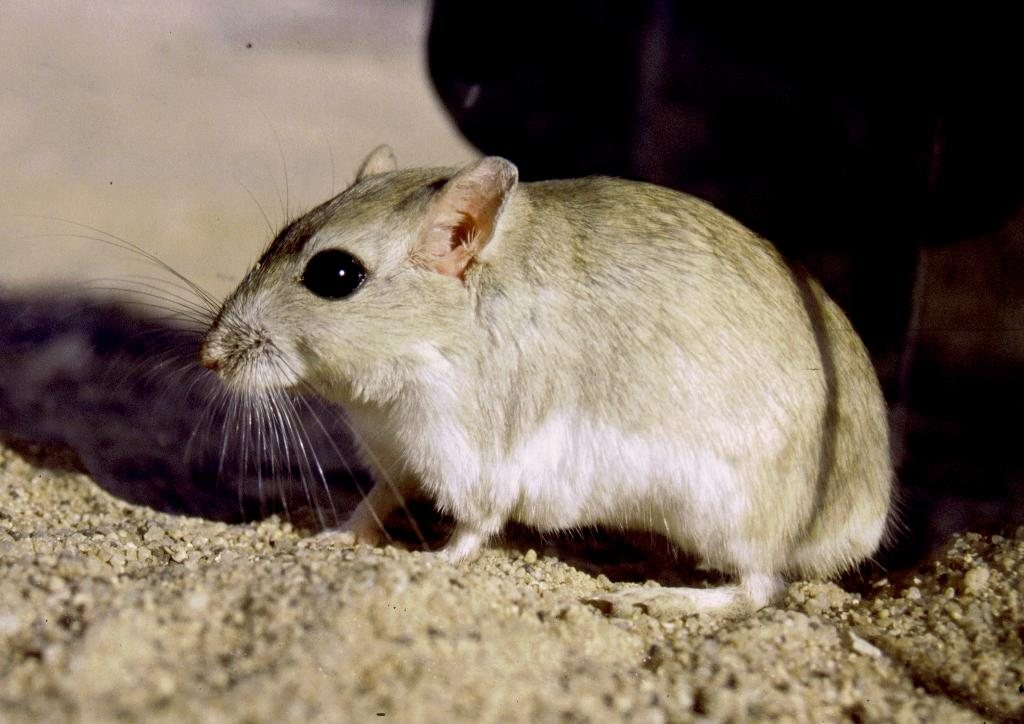
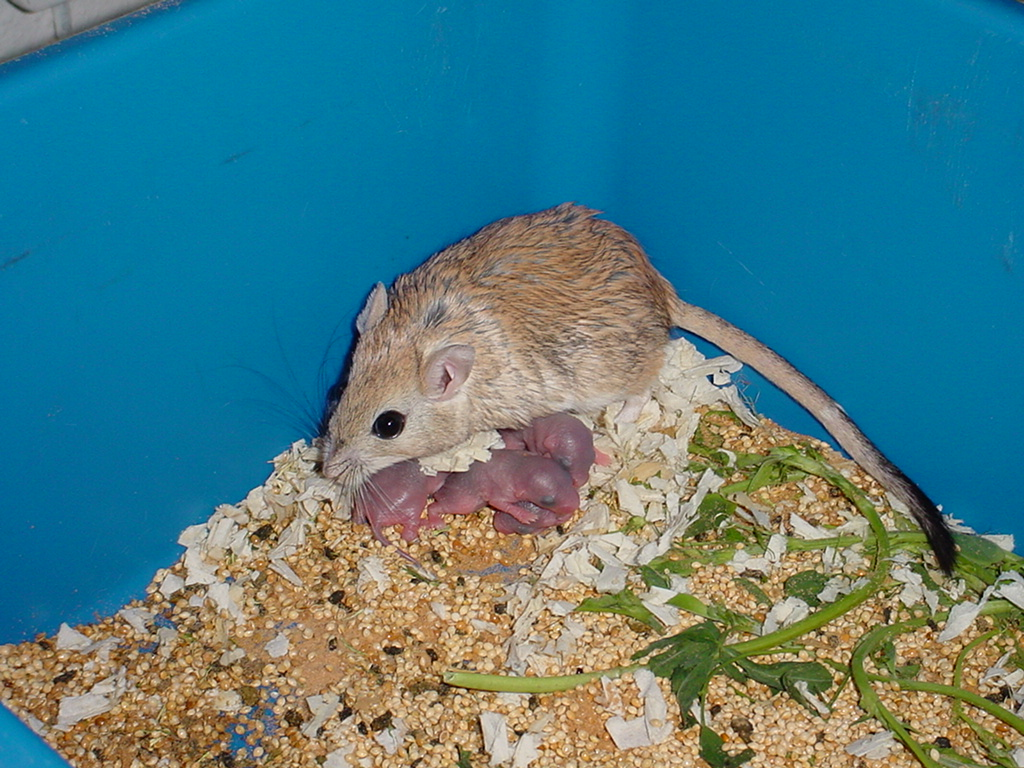